# Apartheid
Apartheid [apartáid] (pronúncia em africâner: [aˈpartɦɛit], significando "separação") foi um regime de segregação racial implementado na África do Sul em 1948 pelo pastor protestante Daniel François Malan — então primeiro-ministro —, e adotado até 1994 pelos sucessivos governos do Partido Nacional, no qual os direitos da maioria dos habitantes foram cerceados pela minoria branca no poder.
A segregação racial na África do Sul teve início ainda no período colonial, mas o apartheid foi introduzido como política oficial após as eleições gerais de 1948. A nova legislação dividia os habitantes em grupos raciais ("negros", "brancos", "de cor" e "indianos"), segregando as áreas residenciais, muitas vezes através de remoções forçadas. A partir de finais da década de 1970, os negros foram privados de sua cidadania, tornando-se legalmente cidadãos de uma das dez pátrias tribais autônomas chamadas de bantustões. Nessa altura, o governo já havia segregado a saúde, a educação e outros serviços públicos, fornecendo aos negros serviços inferiores aos dos brancos.
O apartheid trouxe violência e um significativo movimento de resistência interna, bem como um longo embargo comercial contra a África do Sul. Uma série de revoltas populares e protestos causaram o banimento da oposição e a detenção de líderes antiapartheid. Conforme a desordem se espalhava e se tornava mais violenta, as organizações estatais respondiam com o aumento da repressão e da violência.
Reformas no regime durante a década de 1980 não conseguiram conter a crescente oposição, e em 1990, o presidente Frederik Willem de Klerk iniciou negociações para acabar com o apartheid, o que culminou com a realização de eleições multirraciais e democráticas em 1994, que foram vencidas pelo Congresso Nacional Africano, sob a liderança de Nelson Mandela.

## Etimologia
Apartheid é uma palavra africâner que significa "separação", ou "o estado de ser separado", literalmente "apart-hood" (do africâner "-heid"). Seu primeiro uso registrado foi em 1929.

## Antecedentes doapartheid
A colônia do Cabo foi estabelecida em 1652 pela Companhia Holandesa das Índias Orientais, com o intuito de fornecer uma escala aos navios da empresa a caminho da Indonésia. Os holandeses foram os primeiros europeus a se estabelecerem no sul do continente africano. Os bôeres (do holandês boer, ou "agricultor"), como ficaram conhecidos os primeiros colonizadores, utilizavam o trabalho escravo dos nativos em suas plantations litorâneas.
Em 1800, a colônia do Cabo foi tomada pelo Reino Unido, se transformando em possessão britânica em 1814, por ocasião do Congresso de Viena. Após 1834, quando a escravidão foi abolida em todo o Império Britânico, graves atritos começaram a surgir entre os bôeres e os britânicos, o que culminaria na Grande Migração em direção aos planaltos interiores, iniciada em 1835. Os bôeres se dirigiram ao norte do atual território sul-africano, atravessando as montanhas Drakensberg e levando consigo seus escravos negros. Na segunda metade do século XIX, fundaram as repúblicas do Orange e do Transvaal, que nasceram do massacre dos povos nativos e se constituiriam como sociedades fundadas na opressão racial.
O sistema colonial britânico em Cabo e Natal também adotava práticas racistas que começaram a forjar as bases legais para o regime do apartheid. Os britânicos introduziram a lei do passe no século XIX. Isto surgiu a partir da regulamentação da circulação de pessoas negras das regiões tribais para as áreas ocupadas por pessoas brancas e mestiças, governado pelos britânicos. As leis não foram só criadas para restringir a circulação de pessoas negras para essas áreas, mas também para proibir a sua circulação de um bairro a outro sem o porte de um passe. Os negros não tinham permissão para andar nas ruas das cidades das colônias do Cabo e de Natal de noite e eram obrigados a portar seus passes sempre que estivessem em local público. Em 1892, o voto dos negros foi limitado com base na educação e em recursos financeiros. Dois anos depois, os indianos foram privados de seu direito de voto em Natal. Em 1905, os negros como um todo foram privados do direito de voto, além de terem sua circulação limitada em áreas fixas. No ano seguinte, os indianos foram obrigados a carregarem passes.
No final do século XIX, a descoberta de jazidas de diamantes e ouro nas repúblicas do Orange e do Transvaal provocou a  guerra entre ingleses e bôeres. A Guerra dos Bôeres terminou com a rendição das duas repúblicas. Em 1910, uma Constituição negociada entre bôeres e ingleses criou a União Sul-Africana, incorporando os territórios britânicos do Cabo e de Natal com as antigas áreas bôeres. Neste novo domínio britânico, todo o controle político foi dado aos brancos, uma vez que o direito dos negros de se sentarem no parlamento foi banido. Os bôeres logo fundaram o Partido Reunido Nacional para disputar com os ingleses a hegemonia política da região. Sob a bandeira deste partido, os africânderes (descendentes dos bôeres) começaram a lutar pela oficialização das práticas de segregação racial de seus ancestrais.
A base ideológica do apartheid, encontrada principalmente entre os membros do Partido Reunido Nacional, nasceu a partir do conceito  romântico de nação, reelaborado a partir do pensamento fascista. Nas obras dos principais teóricos do apartheid, a nação tem seu fundamento na raça, na cultura e na etnia. A "língua étnica" (o africâner) aparece como traço básico da identidade nacional. Outra base foi o passado bôer e, sobretudo, a interpretação mitológica desse passado. A ideia de uma cultura singular legitimou o conceito restritivo de nação, que excluía os outros povos da África do Sul. A memória dos feitos da Grande Marcha e da Guerra dos Bôeres forneceu uma vasta simbologia destinada a estimular o patriotismo africânder.

Bandeira sul-africana entre 1928 e 1994.

Os africânderes chegaram ao poder em 1910 com a eleição do primeiro-ministro Louis Botha, cujo governo adotou as primeiras leis de segregação racial, tal como a proibição de os não brancos quebrarem um contrato de trabalho e de se tornarem membros da Igreja Reformada Holandesa. Em 1913, todos os negros, com exceção dos moradores da província do Cabo, foram impedidos de comprarem terras fora das "reservas indígenas". Ainda naquele ano, a Lei de Terras Nativas dividiu a posse da terra na África do Sul por grupos raciais. Os negros, que constituíam dois terços da população, passaram a ter direito a apenas 7,5% das terras, enquanto os brancos, um quinto da população, tinham direito a 92,5% das terras. As pessoas "de cor" (mestiços) não tinham direito à posse da terra. A lei determinava ainda que os negros só poderiam viver fora de suas terras quando fossem empregados dos brancos. Passou também a ser ilegal a prática usual de ter rendeiros negros nas plantações.
Em 1918, o Projeto de Lei sobre Nativos em Áreas Urbanas foi concebido para obrigar os negros a viverem em locais específicos. Entretanto, a segregação urbana só foi introduzida no governo seguinte, de Jan Smuts, membro do Partido Unido. Foi Smuts quem havia cunhado a palavra apartheid, em discurso de 1917. Durante seu segundo governo, os indianos foram proibidos de comprar terras.
O governo de Smuts começou a se afastar da aplicação de leis segregacionistas rígidas durante a Segunda Guerra Mundial. Em meio a temores de que a integração acabaria por levar a nação à assimilação racial, os legisladores estabeleceram a Comissão Sauer para investigar os efeitos das políticas do Partido Unido. A comissão concluiu que a integração traria uma "perda de personalidade" para todos os grupos raciais.

## Instituição doapartheid

### Eleições de 1948
O Partido Reunido Nacional, o principal partido político do nacionalismo africânder, venceu as eleições gerais de 1948 sob a liderança de Daniel François Malan, clérigo da Igreja Reformada Holandesa. Uma das principais promessas de campanha de Malan era aprofundar a legislação de segregação racial. O Partido Reunido Nacional derrotou por pequena margem o Partido Unido de Jan Smuts – que havia apoiado a noção vaga de lenta integração racial – e formou um governo de coalizão com outro partido defensor do nacionalismo africânder, o Partido Afrikaner. Malan instituiu o regime do apartheid, e os dois partidos logo se fundiriam para formar o Partido Nacional.
A discriminação racial, há muito tempo uma realidade na sociedade sul-africana, havia sido elevada à condição de filosofia. Uma sociedade conhecida como Broederbond ("Irmandade") congregava os "solucionadores de problemas" que elaboraram a doutrina do apartheid. Tal doutrina foi definida da seguinte maneira no manifesto eleitoral do Partido Nacional:
| “ | A política da segregação racial se baseia nos princípios cristãos do que é justo e razoável. Seu objetivo é a manutenção e a proteção da população europeia do país como uma raça branca pura e a manutenção e a proteção dos grupos raciais indígenas como comunidades separadas em suas próprias áreas (...) Ou seguimos o curso da igualdade, o que no final significará o suicídio da raça branca, ou tomamos o curso da segregação. | ” |

### Legislação doapartheid
De acordo com os líderes do Partido Nacional, a África do Sul não formava uma única nação, mas sim quatro nações composta por quatro grupos raciais distintos: brancos, negros, de cor (mestiços) e indianos. Estes grupos foram divididos em mais de treze "nações" ou federações raciais. Os brancos abrangiam todos os falantes de inglês ou africânder; a população negra foi dividida em dez grupos linguísticos.
Logo após sua posse, o novo governo aprovou várias leis que pavimentaram o caminho para o "grande apartheid", centrado em separar as raças em grande escala, através da separação das pessoas em espaços para cada raça. Entre os governos de Malan e Balthazar Johannes Vorster, o regime nacionalista aprovou mais de 300 leis relativas ao apartheid.
A primeira grande legislação do apartheid foi a Lei de Registro Populacional, de 1950, que formalizou a divisão racial através da introdução de um cartão de identidade para todas as pessoas com idade superior a dezoito anos, especificando a qual grupo racial cada uma delas pertencia. Equipes oficiais ou conselhos foram criados para determinar a raça de indivíduos cuja etnia não era claramente identificada. Tais casos trouxeram complicações, especialmente para os mestiços, que em alguns casos tiveram membros de suas famílias separados em raças distintas.

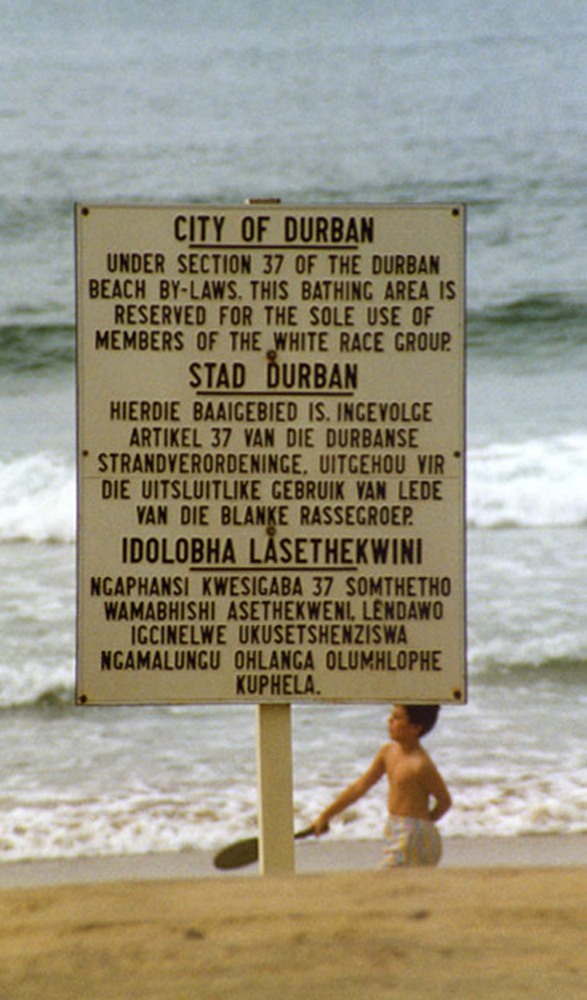
A Lei de Reserva dos Benefícios Sociais de 1953 possibilitou a divisão de locais públicos por raça. Esta placa encontrada numa praia de Durban, em 1989, indica – em inglês, africâner e zulu – se tratar de uma "área de banho reservada para uso exclusivo por integrantes do grupo racial branco".

O segundo pilar do apartheid, a Lei de Áreas de Agrupamento, veio em 1950. Até então, a maioria dos assentamentos continha pessoas de diferentes raças vivendo lado a lado. Esta lei pôs fim a diversas áreas urbanas e determinou onde cada um deveria viver de acordo com sua raça. A cada raça foi atribuída uma área específica, o que foi mais tarde utilizado como base para remoções forçadas. Legislação adicional aprovada em 1951 permitia que o governo demolisse favelas habitadas por negros e forçava os empregadores brancos a pagar pela construção de moradias para os trabalhadores negros que foram autorizados a residir nas cidades reservadas para pessoas brancas.
Em 1949, a Lei de Proibição dos Casamentos Mistos tornou ilegal o casamento entre pessoas de raças diferentes. No ano seguinte, a Lei da Imoralidade tornou crime relações sexuais entre pessoas de raças diferentes.
Em 1953, a Lei de Reserva dos Benefícios Sociais determinou que locais públicos poderiam ser reservados para determinada raça, criando, entre outras coisas, praias, ônibus, hospitais, escolas e universidades segregados. Placas com os dizeres "apenas para brancos" tiveram seu uso difundido em locais públicos, incluindo até mesmo bancos de praças. Sob a mesma legislação, o governo se isentava da responsabilidade de oferecer serviços públicos da mesma qualidade para todos os cidadãos. Aos negros eram fornecidos serviços de qualidade muito inferior àqueles prestados aos brancos – e, em menor medida, àqueles prestados aos indianos e mestiços. Em 1956, a discriminação racial no local de trabalho foi formalizada.
Outras leis tinham, como objetivo, reprimir a resistência, especialmente armada, ao regime de apartheid. Em 1950, a Lei de Supressão ao Comunismo baniu o Partido Comunista Sul Africano e qualquer outra organização política que o governo decidisse catalogar como sendo "comunista". Qualquer manifestante contra o regime poderia ser tachado de "comunista", se sujeitando a graves penas. Encontros não organizados junto ao governo foram proibidos, assim como algumas organizações da sociedade civil que foram encaradas como uma ameaça ao regime.
A educação foi segregada através da Lei de Educação Bantu de 1953, que criou um sistema educacional separado para os estudantes negros, projetado para preparar os jovens negros para passarem o resto da vida como trabalhadores braçais. Em 1959, foram criadas universidades específicas para negros, mestiços e indianos. As universidades já existentes foram proibidas de matricularem novos alunos negros. Em 1974, um decreto passou a exigir o uso do africâner e do inglês em condições de igualdade em escolas de ensino médio fora dos bantustões.
A Lei de Autodeterminação dos Bantu de 1951 criou estruturas governamentais separadas para cidadãos negros, sendo a primeira legislação estabelecida para apoiar o plano do governo de separar o país em bantustões. A Lei de Promoção do Autogoverno Negro de 1958 deu suporte à política do Partido Nacional de criar "pátrias" (em inglês:  homelands) nominalmente independentes para o povo negro. As chamadas "unidades autônomas Bantu" foram propostas. Elas teriam poderes administrativos descentralizados, com a promessa de que mais tarde iriam adquirir autonomia política e autogoverno. A Lei de Investimento Corporativo nos Bantu de 1959 criou um mecanismo de transferência de capital para as homelands com a finalidade de geração de emprego nelas. Em 1967, foi criada legislação que permitia, ao governo, parar o desenvolvimento industrial em cidades "brancas" e redirecionar tal desenvolvimento para as homelands. A Lei de Cidadania da Pátria Negra de 1970 marcou uma nova fase na estratégia do regime de promover os bantustões. O governo mudou o status dos negros que viviam na África do Sul para que deixassem de ser cidadãos sul-africanos e se tornassem cidadãos de um dos dez territórios autônomos. O objetivo do Partido Nacional era garantir que os brancos se tornassem maioria na população sul-africana, incitando todos os dez bantustões a proclamar "independência".
O contato inter-racial nos esportes era desaprovado, mas não havia legislação segregando os esportes. O governo mantinha as práticas esportivas segregadas utilizando outras legislações, como a Lei de Áreas de Agrupamento.
O governo do Partido Nacional reforçou as leis de passe já existentes, obrigando os negros sul-africanos a carregar documentos de identificação a fim de evitar a migração de negros para a África do Sul "branca". Qualquer morador negro das cidades tinha de ser empregado, o que provocava uma exclusão em famílias, separando, assim, as esposas dos maridos e os pais dos filhos. Até 1956, as negras eram, em sua maioria, excluídas das leis de passes, na medida em que as tentativas de introduzir leis de passes para as mulheres negras eram recebidas com grande resistência pelo eleitorado.

### Verwoerd e o branco-indigenismo
Antes de a África do Sul tornar-se uma república, a política entre brancos sul-africanos era tipificada pela divisão entre conservadores pró-república e os sentimentos antirrepublicanos dos descendentes de ingleses, pois o legado da Guerra dos Boers era importante ainda para certas pessoas. Após o status de república ter sido firmado, o primeiro-ministro Hendrik Verwoerd atuou no sentido de fortalecer as relações e os acordos entre aqueles de origem britânica e os africâneres.  Ele afirmava que a única diferença agora era entre aqueles que apoiavam o apartheid e aqueles que eram contra. A etnia não deveria dividir mais os falantes de inglês e os falantes de africâner, mas os brancos e os indígenas negros. A maioria dos africâneres apoiou a noção de unidade dos brancos sob o argumento de que isto garantir sua segurança. Os eleitores de origem britânica ficavam divididos. Muitos eram contra a república, votando "não" na Província de Natal. Depois, porém, muitos apoiaram a unidade branca, temerosos dos processos de descolonização que ocorriam em diversos lugares da África. Este apoio, ainda que fragmentado, permitiu, a Verwoerd, implementar sua política de divisão entre brancos e nativos, o branco-indigenismo.

## Resistência
As primeiras manifestações contra o apartheid foram organizadas pelo Congresso Nacional Africano, partido político fundado em 1912 para defender os direitos dos negros, assim como por brancos de mentalidade liberal. Na Campanha do Desafio, de 1952, os negros deliberadamente infringiram a legislação racista, dando margem a detenções, na expectativa de congestionar as prisões do país. No entanto, apenas 8,5 mil pessoas foram presas. Em 1960, o então líder do CNA Albert Lutuli recebeu o Prêmio Nobel da Paz como chefe do movimento de resistência pacífica ao regime de apartheid.
O protesto contra as Leis do Livre Trânsito, organizado pelo Congresso Pan-Africano, acabou descambando na tragédia de Sharpeville em 21 de março de 1960. Enquanto uma multidão de manifestantes negros avançava em direção à delegacia de polícia local, os ânimos se acirraram e a polícia abriu fogo, matando 69 manifestantes e ferindo 180. Todas as vítimas eram negras. A maioria delas foi baleada nas costas. O Coronel J. Pienaar, oficial encarregado das forças policiais no dia, declarou que "hordas de nativos cercaram a delegacia. Meu carro foi acertado com uma pedra. Se fazem essas coisas, eles devem aprender a lição do modo difícil".
O CNA considerou o massacre de Sharpeville um ponto decisivo. Nelson Mandela, alegando que o movimento de resistência pacífica falhara, afirmou que havia chegado o momento do CNA passar a adotar a sabotagem. Na clandestinidade, criou o Umkhonto we Sizwe ("Lanceiro da Nação"), ala militar do CNA. Apesar de suas unidades terem detonado bombas nos edifícios do governo nos anos seguintes, o Umkhonto we Sizwe não ofereceu ameaça real ao Estado sul-africano, que tinha o monopólio de armamento moderno.
O governo também endureceu sua posição. Desaprovado pela opinião mundial e diante de um boicote econômico imposto pela Organização das Nações Unidas, o regime baniu o CNA e o CPA, e se tornou uma república, se desfiliando da Comunidade Britânica. À época, a África do Sul despertava a hostilidade dos outros membros da Comunidade – particularmente aqueles na África e Ásia, bem como o Canadá – devido ao seu regime de apartheid.
A Assembleia Geral das Nações Unidas aprovou a Resolução 1761 em 6 de novembro de 1962, condenando as práticas racistas do regime sul-africano e pedindo que todos os países-membros da ONU cortassem as relações militares e econômicas com a África do Sul. O boicote representava muito mais uma inconveniência do que uma sanção de fato. Angola e Moçambique, ambas sob domínio português, estavam prontas a rompê-lo, assim como Malauí, que dependia bastante dos vínculos comerciais com a África do Sul. O petróleo, único recurso mineral do qual a África do Sul não dispunha, podia ser obtido do Irã ou sintetizado do carvão, por meio de processo inventado na Alemanha. Quando a Grã-Bretanha se recusou a fornecer armas ao regime, a África do Sul criou sua própria indústria bélica. Os recursos necessários ao investimento foram proporcionados pela existência de um depósito de riquezas naturais, como carvão, diamantes, cobre, platina e manganês, na África do Sul.
No final da década de 1960, as perspectivas para a população não-branca da África do Sul eram desanimadoras. Mandela, considerado culpado de traição em 1963, cumpria pena de prisão perpétua na Ilha Robben, ao largo da Cidade do Cabo. Alerta e pronto para sufocar qualquer dissidência antes que se tornasse grave, o regime criou o temido Bureau of State Security ("Escritório de Segurança Estatal"), órgão de repressão política conhecido pelo acrônimo BOSS ("chefe").
Em 1974, o governo aprovou o Decreto de Mídia Afrikaans que forçava todas as escolas a usarem o africâner quando ensinassem aos negros matemática, ciências sociais, geografia e história nas escolas secundárias. O vice-ministro de educação bantu, Punt Janson, disse que "não consultei o povo africano na questão da língua e não vou consultar. Um africano pode achar que 'o chefe' apenas fala afrikaans ou apenas fala inglês. Seria vantajoso para ele saber as duas línguas".

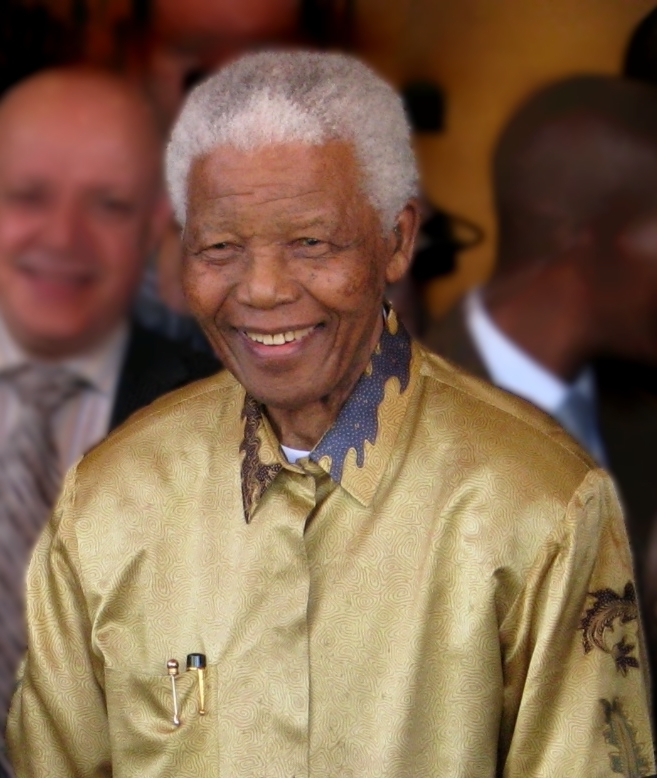
Nelson Mandela foi uma das principais figuras da oposição ao apartheid.

Essa política foi profundamente impopular. Em 30 de abril de 1976, crianças da escola primária Orlando West no Soweto entraram em greve, recusando-se a ir às aulas. A rebelião espalhou-se por outras escolas em Soweto. Os estudantes organizaram um protesto em massa em 16 de Junho de 1976, que acabou com violência - a polícia respondendo com balas às pedras jogadas pelas crianças. O incidente disparou uma onda de violência generalizada por toda a África do Sul, custando centenas de vidas.
Internacionalmente, a África do Sul ficou isolada. Inúmeras conferências aconteceram e as resoluções das Nações Unidas foram aprovadas condenando o país, incluindo a Conferência Mundial contra o Racismo em 1978 e 1983. Um imenso movimento de cerceamento de direitos iniciou-se, pressionando os investidores a se recusarem a investir em empresas da África do Sul ou empresas que fizessem negócios com a África do Sul. Os times esportivos da África do Sul foram barrados de participarem em eventos internacionais, e o turismo e a cultura sul-africanos foram boicotados.
Esses movimentos internacionais, combinados com problemas internos, persuadiram o governo Sul-Africano que sua política de linha-dura era indefensável e em 1984 algumas reformas foram introduzidas. Muitas das leis do apartheid foram repelidas, e uma nova constituição foi introduzida que dava representação limitada a certos não brancos, apesar de não as estender à maioria negra.
Os anos mais violentos dos anos 1980 foram os de 1985 a 1988, quando o governo P. W. Botha começou uma campanha para eliminar os opositores. Por três anos, a polícia e os soldados patrulharam as cidades sul-africanas em veículos armados, destruindo campos pertencentes a negros e detendo, abusando e matando centenas de negros. Rígidas leis de censura tentaram esconder os eventos, banindo a mídia e os jornais.
Em 1989, F. W. de Klerk sucedeu a Botha como presidente. Em 2 de Fevereiro de 1990, na abertura do parlamento, de Klerk declarou que o apartheid havia fracassado e que as proibições aos partidos políticos, incluindo o Congresso Nacional Africano, seriam retiradas. Nelson Mandela foi libertado da prisão. De Klerk seguiu abolindo todas as leis remanescentes que apoiavam o apartheid.
Mandela tornou-se presidente nas primeiras eleições presidenciais livres em muitos anos. Em 15 de Abril de 2003, o seu sucessor, presidente Thabo Mbeki anunciou que o governo da África do Sul pagaria 660 milhões de rands (aproximadamente 85 milhões de dólares norte-americanos) para cerca de 22 mil pessoas que haviam sido torturadas, detidas ou que haviam perdido familiares por consequência do apartheid. A Comissão da Verdade e Reconciliação, formada para investigar os abusos da era do apartheid, havia recomendado, ao governo, pagar 3 bilhões de rands em compensação, pelos cinco anos seguintes.

## Aplicações doapartheidna África do Sul
O apartheid foi implementado por lei. As restrições a seguir não eram apenas sociais, mas obrigatórias pela força da lei. Não brancos eram excluídos do governo nacional e não podiam votar, exceto em eleições para instituições segregadas que não tinham qualquer poder. Aos negros, eram proibidos diversos empregos, sendo-lhes também vetado empregar brancos. Não brancos não podiam manter negócios ou práticas profissionais em quaisquer áreas designadas somente para brancos. Cada metrópole significante e praticamente todas as regiões comerciais estavam dentro dessas áreas. Os negros, sendo um contingente de 70% da população, foram excluídos de tudo, menos uma pequena proporção do país, a não ser que eles tivessem um passe, o que era impossível, para a maioria, conseguir.
A implementação desta política resultou no confisco da propriedade e remoção forçada de milhões de negros. Um passe só era dado a quem tinha trabalho aprovado; esposas e crianças tinham que ser deixadas para trás. Esse passe era emitido por um magistério distrital confinando os (negros) que o possuíam àquela área apenas. Não ter um passe válido fazia um negro sujeito a prisão imediata, julgamento sumário e "deportação" da "pátria". Viaturas da polícia que continham o símbolo sjambok da polícia vasculhavam a "área branca" para enquadrar os negros "ilegais".
A terra conferida aos negros era tipicamente muito pobre, impossibilitada de prover recursos à população forçada a ela. As áreas de negros raramente tinham saneamento ou eletricidade. Os hospitais eram segregados, sendo os destinados a brancos capazes de fazer frente a qualquer um do mundo ocidental e os destinados a negros, comparativamente, tinham séria falta de pessoal e fundos e eram, de longe, limitados em número. As ambulâncias eram segregadas, forçando que a raça da pessoa fosse corretamente identificada quando aquelas eram chamadas. Uma ambulância "branca" não levaria um negro ao hospital. Ambulâncias para negros tipicamente continham pouco ou nenhum equipamento médico.
Nos anos 1970, a educação de cada criança negra custava, ao estado, apenas um décimo de cada criança branca. Educação superior era praticamente impossível para a maioria dos negros: as poucas universidades de alta qualidade eram reservadas para brancos. Além disso, a educação provida aos negros era deliberadamente não designada para prepará-los para a universidade, e sim para os trabalhos braçais disponíveis para eles.
Trens e ônibus eram segregados. Além disso, trens para brancos não tinham vagões de terceira classe, enquanto trens para negros eram superlotados e apresentavam apenas vagões de terceira classe. Ônibus de negros paravam apenas em paradas de negros e os de brancos, nas de brancos. As praias eram racialmente segregadas, com a maioria (incluindo todas as melhores) reservadas para brancos. Piscinas públicas e bibliotecas eram racialmente segregadas mas praticamente não havia piscinas ou bibliotecas para negros. Quase não havia parques, cinemas, campos para esportes ou quaisquer amenidades a não ser postos policiais nas áreas negras.
Os bancos de parques eram marcados "Apenas para europeus". Sexo inter-racial era proibido. Policiais negros não tinham permissão para prender brancos. Negros não tinham autorização para comprar a maioria das bebidas alcoólicas. Um negro poderia estar sujeito a pena de morte por estuprar uma branca, mas um branco que estuprasse uma negra recebia apenas uma multa, e quase sempre nem isso. Os cinemas nas áreas brancas não tinham permissão para aceitar negros. Restaurantes e hotéis não tinham permissão para aceitar negros, a não ser como funcionários.
Tornar-se membro em sindicatos não era permitido aos negros até os anos 1980, e qualquer sindicato "político" era banido. Greves eram banidas e severamente reprimidas. Negros pagavam impostos sobre uma renda baixa até o nível de 30 rands ao mês (cerca de 15 libras esterlinas nos anos 1970), enquanto o limite de isenção fiscal dos brancos era muito mais alto.
O apartheid perverteu a cultura Sul-Africana, assim como as suas leis. Um branco que entrasse em uma loja seria atendido primeiro, à frente de negros que já estavam na fila, independente da idade ou qualquer outro fator. Até os anos 1980, dos negros sempre se esperaria que descessem da calçada para dar passagem a qualquer pedestre branco. Um menino branco seria chamado de "klein baas" (pequeno patrão) por um negro, sem que este demonstrasse qualquer tipo de desaprovação; um negro adulto poderia ser chamado de "garoto", por brancos.

## Motivações por trás da implementação doapartheid

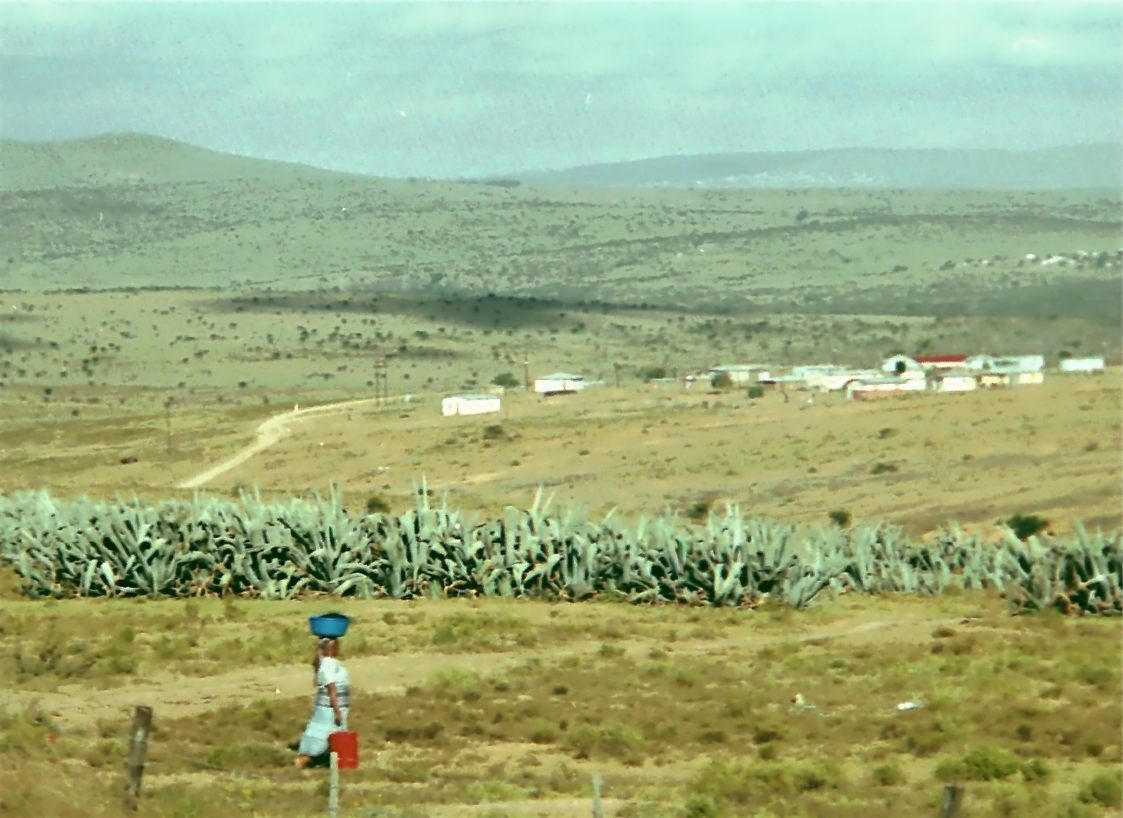
Área rural em Ciskei, um dos bantustões.

É interessante examinar o que motivou os criadores das políticas de apartheid e qual visão do mundo foi defendida por essas pessoas para justificar tal discriminação. É comum considerar que o apartheid tem, como centro de suas crenças, que: (I) outras raças diferentes da branca são inferiores; (II) que um tratamento inferior a raças "inferiores" é apropriado; (III) e que tal tratamento deveria ser reforçado pela lei. Contudo, têm existido e continuam a existir apologistas acadêmicos para o apartheid que argumentam que, apesar da implementação do apartheid na África do Sul ter suas falhas, ela tinha a intenção por seus arquitetos de ser um sistema que separasse as raças, prevenindo os "Brancos" (e outras minorias) de serem "engolidos" e perderem sua identidade, mas trataria, contudo, as raças de forma justa e igual. Herman Giliomee, em seu livro "Os Afrikaners", descreve quantos da liderança intelectual dos Afrikaners tinham boas intenções genuínas. Ele não responde porém, a questão de como a elite intelectual foi capaz de jogar o jogo "não veja o mal, não ouça o mal, não fale do mal" tão bem por tanto tempo, apesar de encarar as crueldades do apartheid diariamente.
Um caso em discussão é o documento Afrikaner Broederbond referenciado abaixo. Nele, é afirmada a crença Afrikaner na democracia e nos princípios Cristãos. Sua visão da democracia, contudo, sistematicamente excluiu não brancos, e seu entendimento dos princípios Cristãos não estendiam o tratamento igual aos seus vizinhos negros. Aparentemente, eles reconheciam negros como sendo inferiores ou "diferentes demais" para serem tratados de forma igual.
Uma explicação usada pelos apologistas como desculpa para a violência dos brancos sul-africanos é que, uma vez implantado o apartheid, e com os negros não mais sendo cidadãos da África do Sul mas cidadãos das "pátrias" nominalmente independentes (bantustões) e trabalhando na África do Sul como portadores de licença temporária de trabalho, os brancos sul-africanos não mais se consideravam responsáveis pelo bem-estar dos negros.

## Os Bantustões

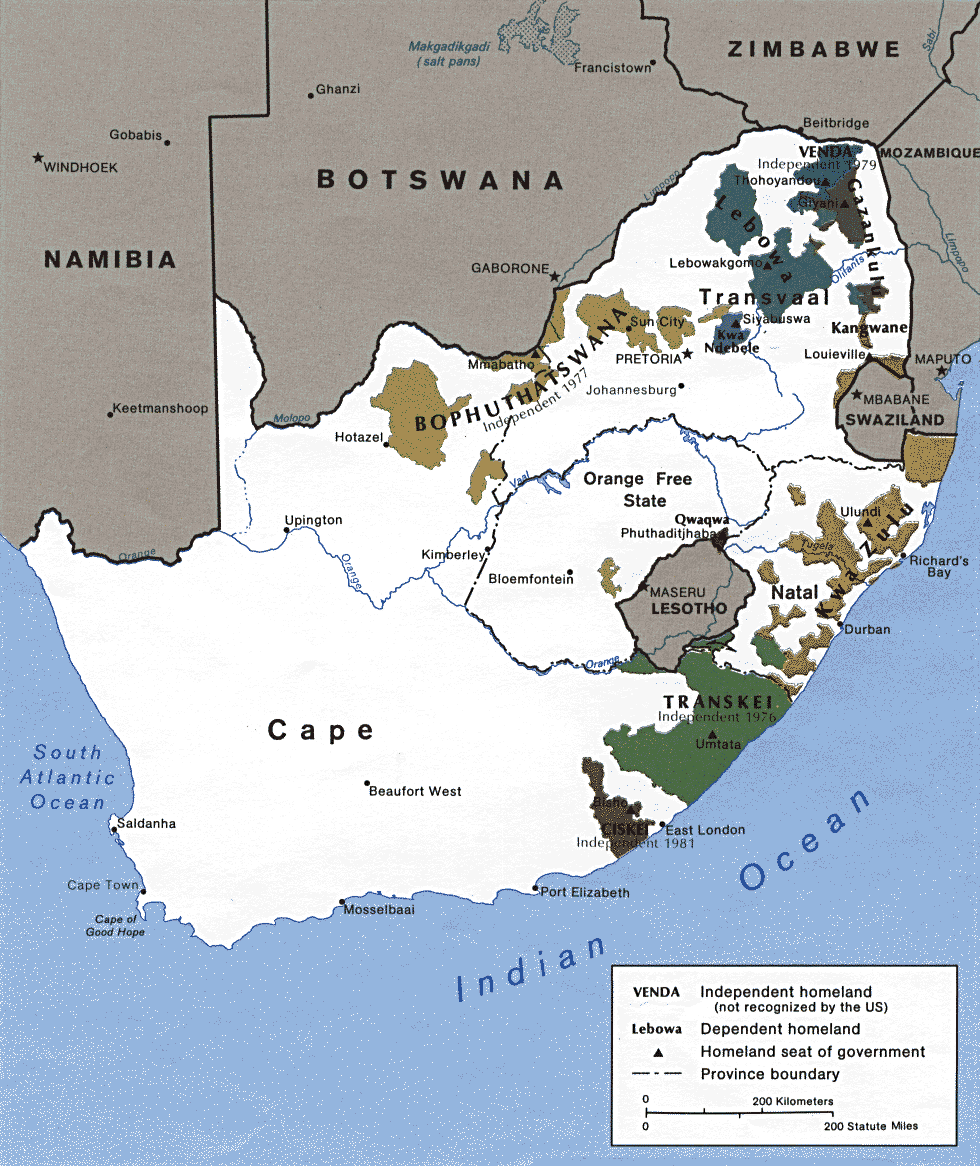
Localização dos bantustões na África do Sul.

O governo sul-africano tentou dividir o Estado da África do Sul reconhecido internacionalmente em um sem número de republiquetas. Algo como 87% da terra era reservada aos brancos, mestiços, e indianos. Cerca de 13% da terra era divida em dez "pátrias" fragmentadas para os negros (80% da população) aos quais era dada "independência", apesar da autonomia ser mais teórica que real: o exército da África do Sul interviria para remover governos das "pátrias" que implementassem políticas que não fossem do gosto da África do Sul. O governo da África do Sul tentou traçar uma equivalência entre sua visão de "cidadãos" negros nas "pátrias" e a visão da União Europeia e dos Estados Unidos sobre imigrantes ilegais vindos da Europa Oriental e América Latina, respectivamente.
Onde a África do Sul se diferenciava de outros países é que, enquanto estes desmantelavam sua legislação discriminatória e tornavam-se mais abertos em assuntos relacionados à raça, a África do Sul construía um labirinto legal de discriminação racial. Que os brancos sul-africanos considerassem a implementação do apartheid necessária pode ter sido motivado por estudos demográficos; como minoria que estava diminuindo em relação ao total da população, havia um pensamento incômodo de ser engolido pela maioria negra, e de perder sua identidade através de casamentos inter-raciais se isso fosse permitido.

## Oapartheidnas leis internacionais

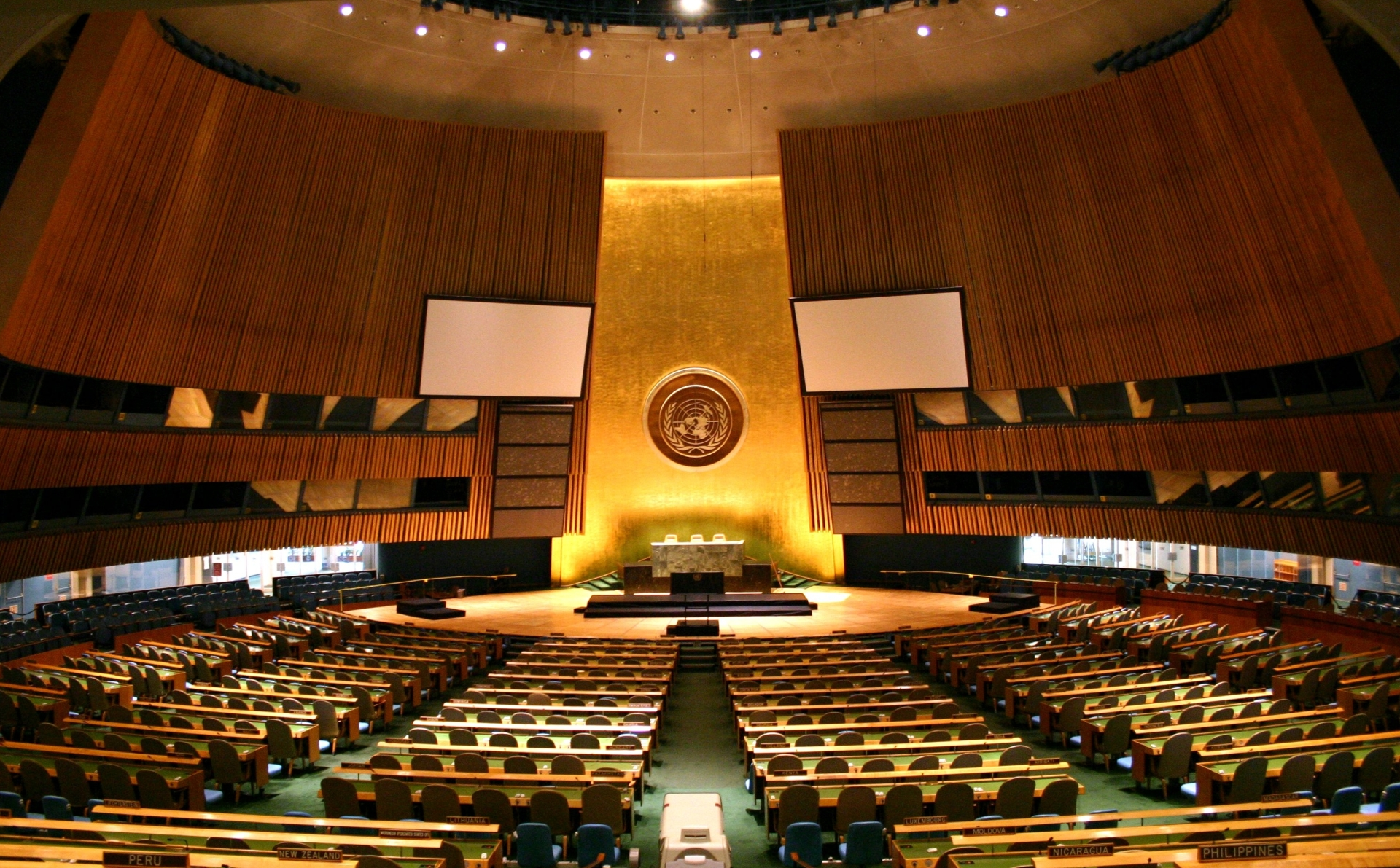
O apartheid condenado na Assembleia Geral das Nações Unidas.

O apartheid Sul-africano foi condenado internacionalmente como injusto e racista. Em 1973 a Assembleia Geral das Nações Unidas aprovou o texto da "Convenção Internacional da Punição e Supressão ao Crime do Apartheid". A intenção imediata da convenção era provir a estrutura formal e legal para que os membros pudessem aplicar sanções para pressionar os governos Sul-africanos a mudar suas políticas. Entretanto, a convenção foi fraseada, em termos gerais, com a intenção expressa da proibição de que qualquer outro estado adote políticas parecidas. A convenção ganhou força em 1976.
O Artigo II da convenção define o apartheid assim:
| “ | Pelo propósito da presente convenção, o termo "crime de apartheid", que deve incluir práticas de segregação e discriminação racial e políticas similares, como as praticadas no sul da África, deve aplicar-se aos seguintes atos desumanos cometidos com o propósito de estabelecer e manter a dominação de um grupo racial de pessoas sobre qualquer outro grupo racial de pessoas e a opressão sistemática destas: (a) Negação a um membro ou membros de um grupo ou grupos raciais ao direito à vida e à liberdade individual (i)Por assassinato ou assassinatos de grupo ou grupos raciais; (ii) Por uso de agressões mentais ou corporais graves a membros de grupos raciais, pelo infringimento de suas liberdades ou dignidades, ou pela sujeição dos mesmos à tortura ou à punição/tratamento cruel e desumano; (iii) Pela prisão arbitrária ou aprisionamento ilegal de membros de grupos raciais; (b) Imposição deliberada a grupos raciais de condições de vida calculadas para causar sua destruição física total ou parcial; (c) Qualquer medida legislativa e outras medidas calculadas para evitar que um grupo ou grupos raciais participem da vida política, social, econômica ou cultural de um país e a criação deliberada de condições que evitem o desenvolvimento completo de um grupo ou grupos raciais, em particular através da negação dos direitos e liberdades humanas, incluindo o direito ao trabalho, o direito de formar uniões comerciais, o direito à educação, o direito de deixar e retornar ao seu país, o direito à uma nacionalidade, o direito de ir e vir e da mobilidade da residência, o direito à liberdade de opinião e expressão, e o direito a junções e associações livres e pacíficas a membros de grupos raciais. (d) Qualquer medida, incluindo medidas legislativas, destinadas a dividir racialmente a população pela criação de reservas separadas e guetos para membros de um grupo ou grupos raciais, a proibição de casamentos que mesclem grupos raciais distintos, a expropriação de propriedades territoriais pertencentes a grupos raciais a membros que não são da comunidade; (e) Exploração da força laboral de membros de um grupo ou grupos raciais, em particular pela submissão a trabalhos forçados; (f) Perseguição de organizações ou pessoas, para privá-las de direitos e liberdades fundamentais, pelo fatos dessas serem opostas ao apartheid. | ” |

O crime também foi definido na Corte Criminal Internacional:
"O crime de apartheid" refere-se a atos inumanos de caráter similar aos referidos no parágrafo 1, cometidos no contexto de um regime institucionalizado para a opressão sistemática e dominação de um grupo racial sobre qualquer outro grupo ou grupos, cometidos com a intenção de manter o regime.

## Referendo
Um referendo sobre o fim do apartheid foi realizado na África do Sul em 17 de março de 1992. O referendo foi limitado aos eleitores sul-africanos brancos, que responderam se apoiavam ou não as reformas negociadas iniciadas pelo Presidente do Estado FW de Klerk dois anos antes, nas quais ele propunha acabar com o sistema de apartheid, implementado em 1948. O resultado da eleição foi uma grande vitória do "sim", o que acabou resultando no fim do apartheid. O sufrágio universal foi introduzido dois anos depois.

## Conclusão
Em 10 de Maio de 1994, Nelson Mandela fez o juramento como presidente da África do Sul diante de uma eufórica multidão. Dentre suas primeiras ações, foi criada a Comissão Verdade e Reconciliação e reescrita a Constituição da África do Sul. Na eleição multirracial seguinte, o Congresso Nacional Africano de Mandela ganhou com margem larga, efetivamente terminando com a era do apartheid. No entanto, a herança do apartheid e as desigualdades socioeconômicas que ele promoveu e sustentou podem vir a prejudicar a África do Sul por muitos anos ainda, apesar de o nível de desigualdade do regime ser menor que os de alguns países desenvolvidos da atualidade.

## Discriminação pós-apartheid
Após o fim do apartheid, o novo regime aplicou diversas ações afirmativas visando a beneficiar as vítimas do regime discriminatório. Porém o novo regime acabou por segregar os sul-africanos de origem chinesa que viviam no país desde o início do século e que também sofreram os efeitos discriminatórios do apartheid, mesmo que em menor escala. Somente em 2008, após a Associação Chinesa da África do Sul entrar com uma ação na Suprema Corte Sul-Africana, os sul-africanos de origem chinesa passaram a ser definidos como "novos negros", se tornando, então, também elegíveis para os benefícios de compensação concedidos às vítimas do apartheid. A definição dos sul-africanos de origem chinesa como "novos negros" só irá beneficiar aqueles que já possuíam a cidadania sul-africana antes de 1994, excluindo os imigrantes pós-apartheid, o que deve beneficiar cerca de 15 000 dos atuais 300 000 chineses sul-africanos.
A não inclusão dos sul-africanos de origem chinesa nos benefícios às vítimas do apartheid se deve à confusão entre os imigrantes taiuaneses que, beneficiados pela relação amistosa de Taiwan com o regime do apartheid, foram considerados "brancos honorários", ao contrário dos chineses oriundos da China continental, descendentes dos trabalhadores das minas de ouro, cuja imigração foi proibida pelo Ato de Exclusão dos Chineses de 1904, que foram vítimas da segregação ao serem classificados como "pessoas de cor" pelo antigo sistema. Acredita-se que os inúmeros investimentos chineses e o interesse no crescente poderio econômico chinês por parte do governo sul-africano tenham contribuído para sanar esta última injustiça do apartheid.
O padrão de vida da minoria branca ainda é melhor do que o da maioria negra, porém, após o fim do apartheid, ocorreu um aumento da pobreza entre os membros da minoria branca. Nos últimos anos, a população branca é atingida por uma onda de violência, principalmente na zona rural, onde milhares de agricultores foram mortos. Desde o fim do apartheid, mais de 1 milhão de brancos deixaram o país. Em 2008, o cidadão sul-africano Brandon Huntley pediu que o Canadá o acolhesse com o status de refugiado, alegando que sofria perseguições em seu país por ser branco. A violência contra os brancos do país é tão grave, que o termo "genocídio" é usado para descreve-lo. Em 8 de Janeiro de 2012, durante a celebração do centenário do Congresso Nacional Africano, o presidente Jacob Zuma cantou uma canção que incita a violência contra a minoria branca.

## Contribuição
Os seguintes indivíduos, que anteriormente haviam apoiado o apartheid, pediram desculpas públicas:
- F. W. de Klerk: "Peço desculpas em minha capacidade de líder do PN aos milhões que sofreram uma violenta ruptura das remoções forçadas; que sofreu a vergonha de ser preso por infringir a lei; que ao longo das décadas sofreu as indignidades e humilhações da discriminação racial".[51]
- Marthinus van Schalkwyk: "O Partido Nacional trouxe desenvolvimento para uma seção da África do Sul, mas também trouxe sofrimento através de um sistema baseado na injustiça", em uma declaração logo após o Partido Nacional ter votado para dissolução.[52][53]
- Adriaan Vlok lavou os pés de uma vítima do apartheid Frank Chikane em um ato de desculpas pelas injustiças do regime Apartheid.[54]
- Leon Wessels: "Agora estou mais convencido do que nunca de que o apartheid foi um erro terrível que arruinou nossa terra. Os sul-africanos não escutaram o riso e o choro do outro. Eu sinto muito por ter sido tão difícil de ouvir por tanto tempo".[55]

### Artigos sobre oapartheidna África do Sul
- Entendendo o Apartheid
- Museu do Apartheid em Joanesburgo
- Bearer of an Ideal (Portador de um Ideal)- um documento aberto ao público do Afrikanerbond (antigo Afrikaner Broederbond): conjunto de pensamentos que influenciaram as políticas de desenvolvimento separado na África do Sul
- Texto completo da convenção da ONU
- Historianet O Apartheid
- O que foi o Apartheid na África do Sul?